# Fethiye
Fethiye és un municipi i districte de la província de Muğla de Turquia. Té una supefície de 875 km² i la seva població és de 177.702 habitants (2022). És un dels destins més preeminents de la Riviera turca.

## Geografia
Fethiye està situada al sud-oest de Turquia, al golf de Fethiye, a la costa del mar Mediterrani. Fethiye està als peus de les serralades occidentals de les Muntanyes del Taure.
Fethiye està a 143 km d'Antalya, 264 d'Esmirna, 328 de Konya, 394 de Bursa, 486 d'Istambul i 490 km d'Ankara.

### Clima
Fethiye té clima mediterrani. Hi ha llargs estius càlids i secs, amb una temperatura mitjana de 34 °C durant el dia. El canvi climàtic afecte les temperatures i fa que siguin mes altes que anteriorment. Els hiverns són lleus i plujosos i la temperatura mitjana de dia és de 16 °C. Segons la Classificació climàtica de Köppen és de la categoria Csa i segons la Classificació climàtica de Trewartha, la seva classificació és Csal.
Segons el Devlet Meteoroloji Isleri, Fethiye té les següens dades metereològiques:
- Els mesos que tenen les mitjanes de temperatura més alta són el juliol i agost, amb 34,3 i 34,4 respectivament, seguits dels de juny i setembre, amb 31,4 i 31,3 respectivament. Els que és més baixa són els de gener i febrer (16,0 i 16,3 respectivament).
- Les mitjanes mínimes diàries més altes són de 20,3 i de 20,2, al juliol i agost respectivament; i les mínimes són de 5,3; 5,7 i 6,6, els mesos de gener, febrer i desembre respectivament.
- La mitjana de precipitacions més altes són al desembre (174,1 mm), gener (159,8mm), febrer i novembre. En canvi, els mesos amb menys pluviositat són l'agost (2,6 mm), juliol (3,1 mm) i juny (4,8 mm). El gener i el desembre plou en una mitjana de 12,1 dies per mes; i al juliol només plou una mitjana de 1,4 dies per mes.

### Barris i subdivisions
El districte de Fethiye té 41 Mahal·la:
- Akarca
- Babataşı
- Bozyer
- Cami
- Çamköy
- Çatalarık
- Çenger
- Çiftlik
- Cumhuriyet
- Eldirek
- Esenköy
- Faralya
- Foça
- Göcek
- Gökben
- Gökçeovacık
- İncirköy
- İnlice
- Karaağaç
- Karacaören
- Karaçulha
- Karagedik
- Karagözler
- Karakeçililer
- Kargı
- Kayaköy
- Kesikkapı
- Kızılbel
- Koruköy
- Menteşeoğlu
- Nif
- Ölüdeniz
- Patlangıç
- Pazaryeri
- Söğütlü
- Taşyaka
- Tuzla
- Yakacık
- Yanıklar
- Yeni
- Yeşilüzümlü

## Història i arqueologia

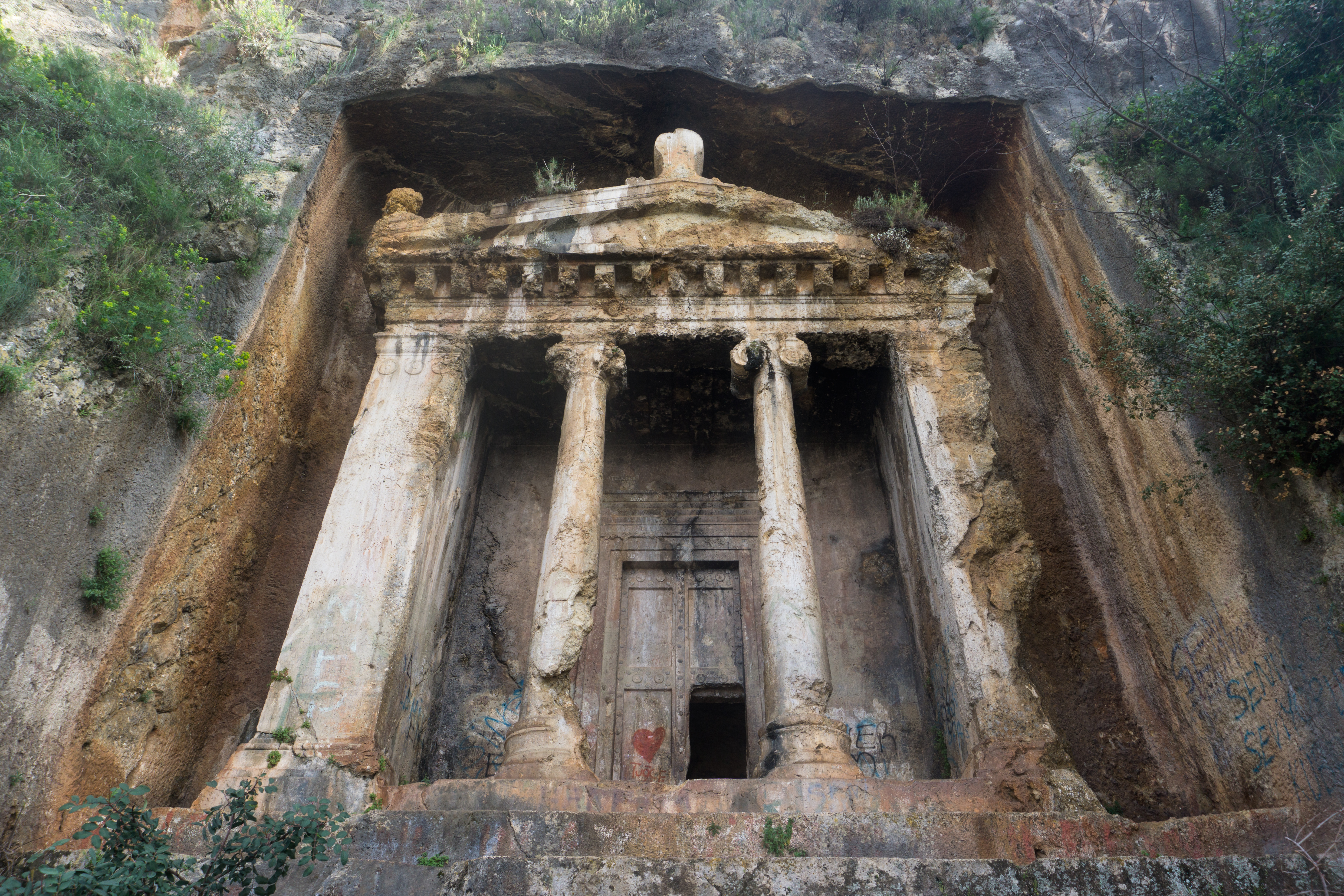
Tomba d'Amyntas, Telmesos

Fethiye havia rebut el nom de Makri.

### Telmesos

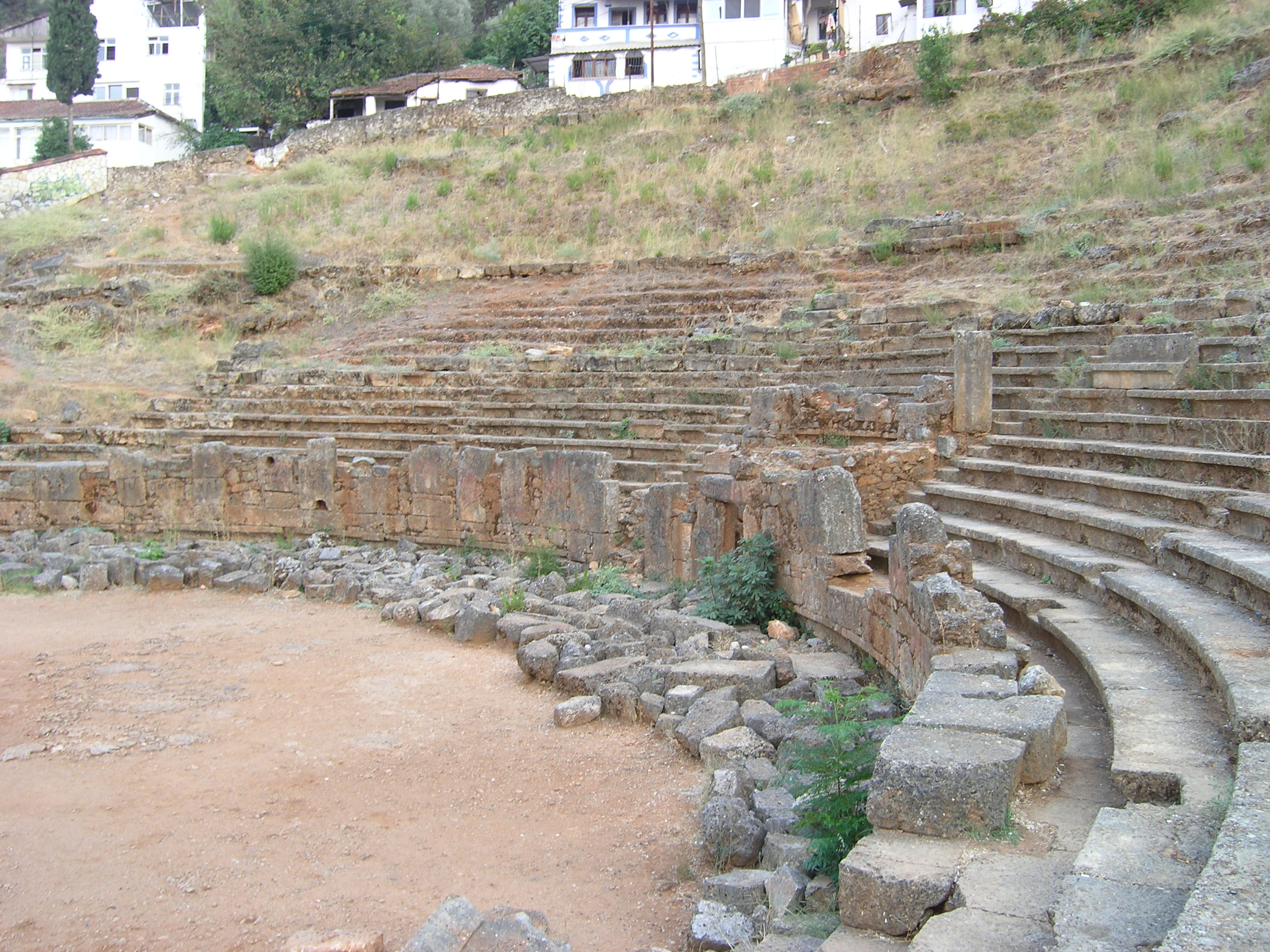
Teatre de Telmesos

La Fethiye contemporània està al mateix lloc que l'antiga ciutat de Telmesos, les ruïnes de la qual encara es conserven a la ciutat, per exemple, el teatre hel·lenístic.
Una llegenda explica l'origen del nom de Telmesos: el déu Apol·lo s'havia enamorat de la filla del rei de Fenícia, Agènor. Per això, es disfressà de gos petit per guanyar l'amor de la filla tímida. Quan torna a aparèixer com un jove atractiu tenen un fill, al qual anomenen "Telmessos" (la terra de les llums).
Després de la invasió del general Hàrpag el 547 aC la ciutat és conquerida per l'Imperi Persa com altres ciutats licies i de la Cària. A mitjans del segle V aC Telmesos s'ajunta a la Lliga de Delos, de la que s'independitza al Segle IV aC, tot i que hi continua vinculada.
Es tenen poques notícies de la ciutat a l'època romana d'Orient. Els edificis que s'han conservat evidencien que continuava pròspera a finals de l'Edad Antiga, però fou abandonada als segles VII-VII degut a les guerres arabo-romanes. Durant el segle VIII la ciutat es fortifica i apareix citada com "Telmissos" o "Anastasioupolis".

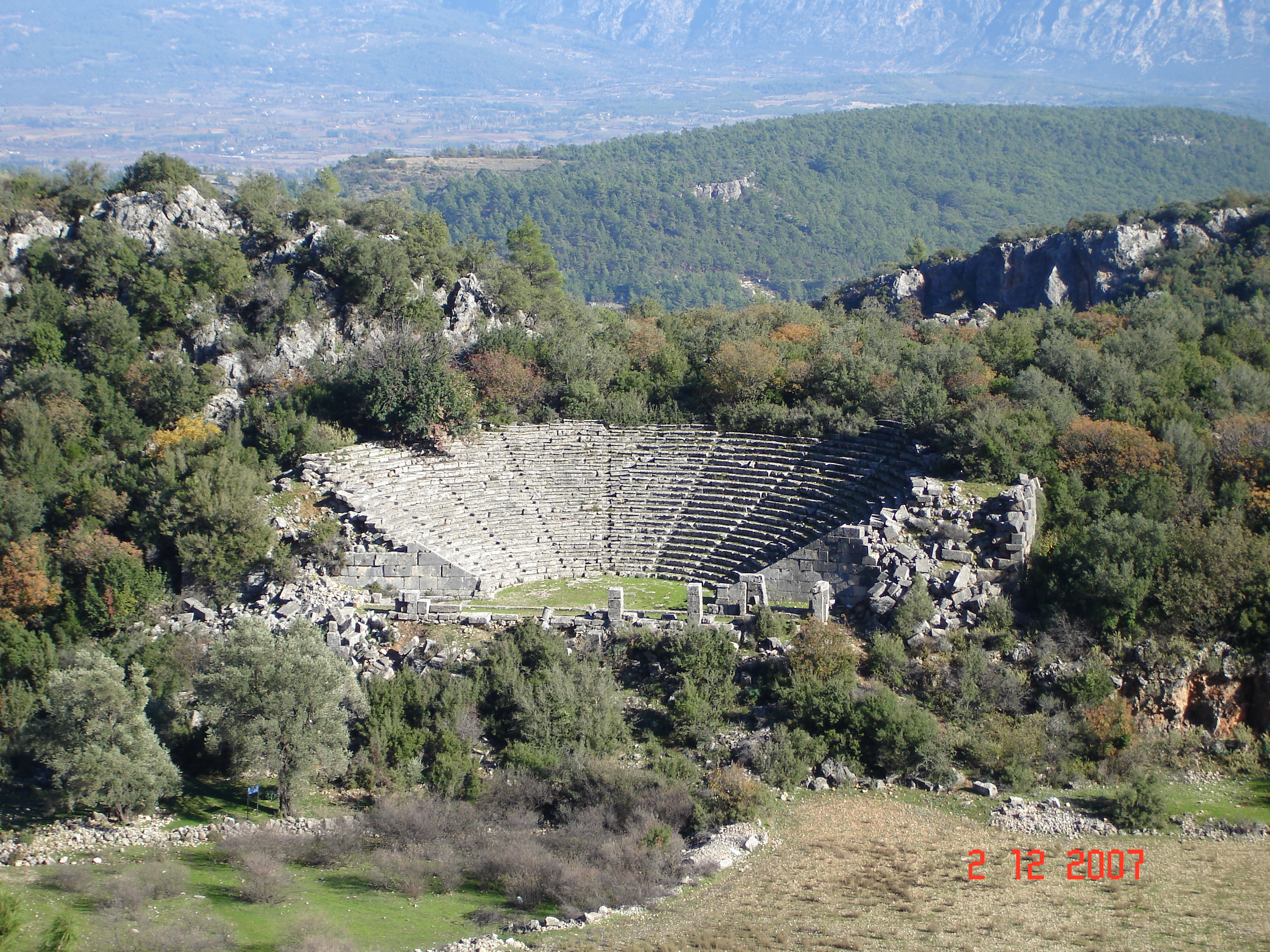
Amfiteatre lici de Pinara

### Altres jaciments arqueològics del districte de Fethiye

#### Krya
Krya o Crya està al nord del golf de Fethiye, a la costa.

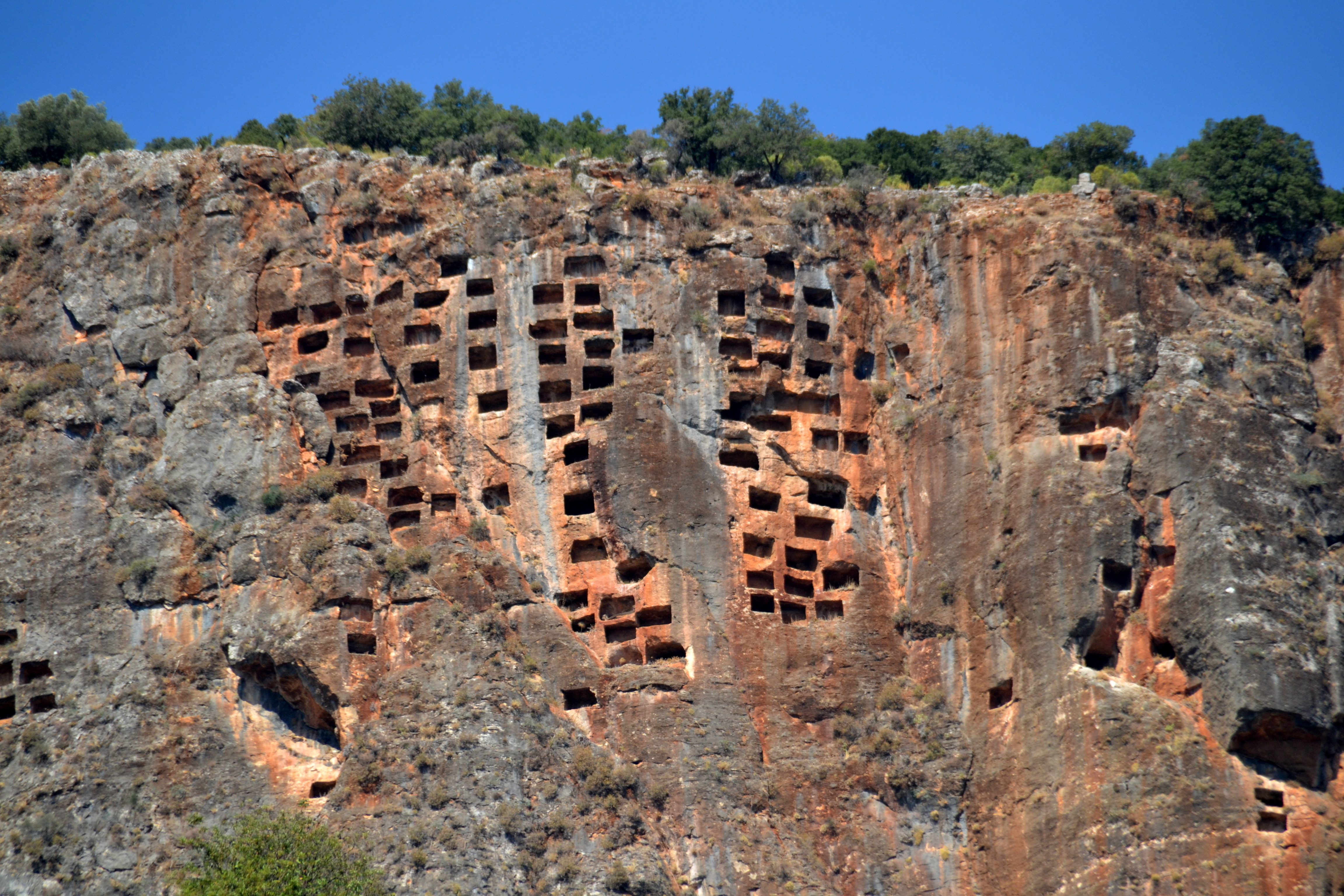
Necròpolis de Pinara

#### Kayaköy
Kayaköy, el "poble de pedra" és un poble fantasma situat al sud de Fethiye, al barri de Kayakoy. Correspon a la ciutat antiga de Karmylassos. La ciutat també va rebre el nom de Livisi pels grecs i fou abandonada pels seus habitants durant l'intercanvi de persones entre Grècia i Turquia de 1923. Fins aquell moment era la ciutat més poblada de la regió. El 1912 enia 65.000 habitants. La ciutat té més de mil cases abandonades. A finals de la dècada de 1980 s'ha posat en valor la zona.

#### Pinara
Pinara és una antiga ciutat de la Lycia que ha conservat moltes tombes. Està situada al poble de Minare.

### Jaciments arqueològics als districtes veïns
A més, a la zona hi ha altres jaciments arqueològics als districtes veïns. Per exemple, el districte de Seydikemer té el jaciment d'Arsa (de la ciutat antiga d'Arsada); el de Kadyanda (correspon a la Kadawanti licia), al nord de Fethiye; el jaciment de Le Létôon, ciutat Lícia abandonadael segle VII; i la ciutat de Tlos, una de les ciutats licies més importants.

El districte de Kaş té els jaciments de la ciutat licia de Patara i Xanthos.

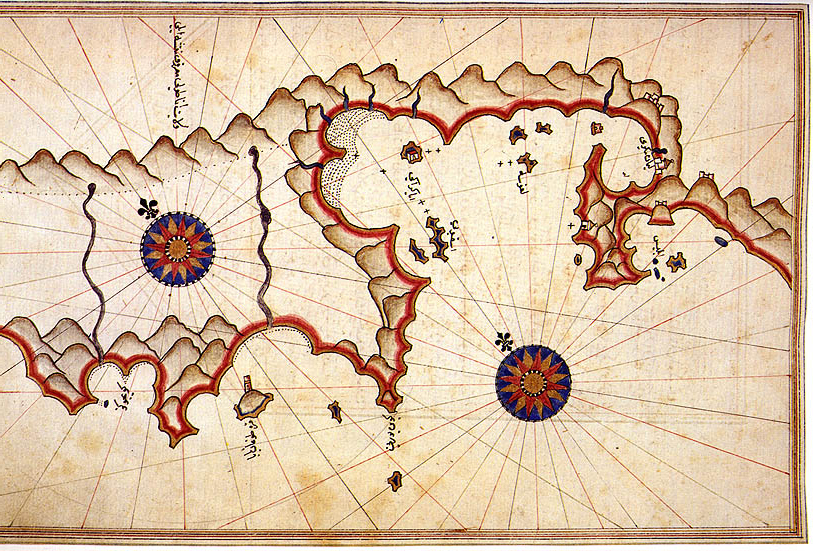
Fethiye a l'atles de Piri Reis

### Makri

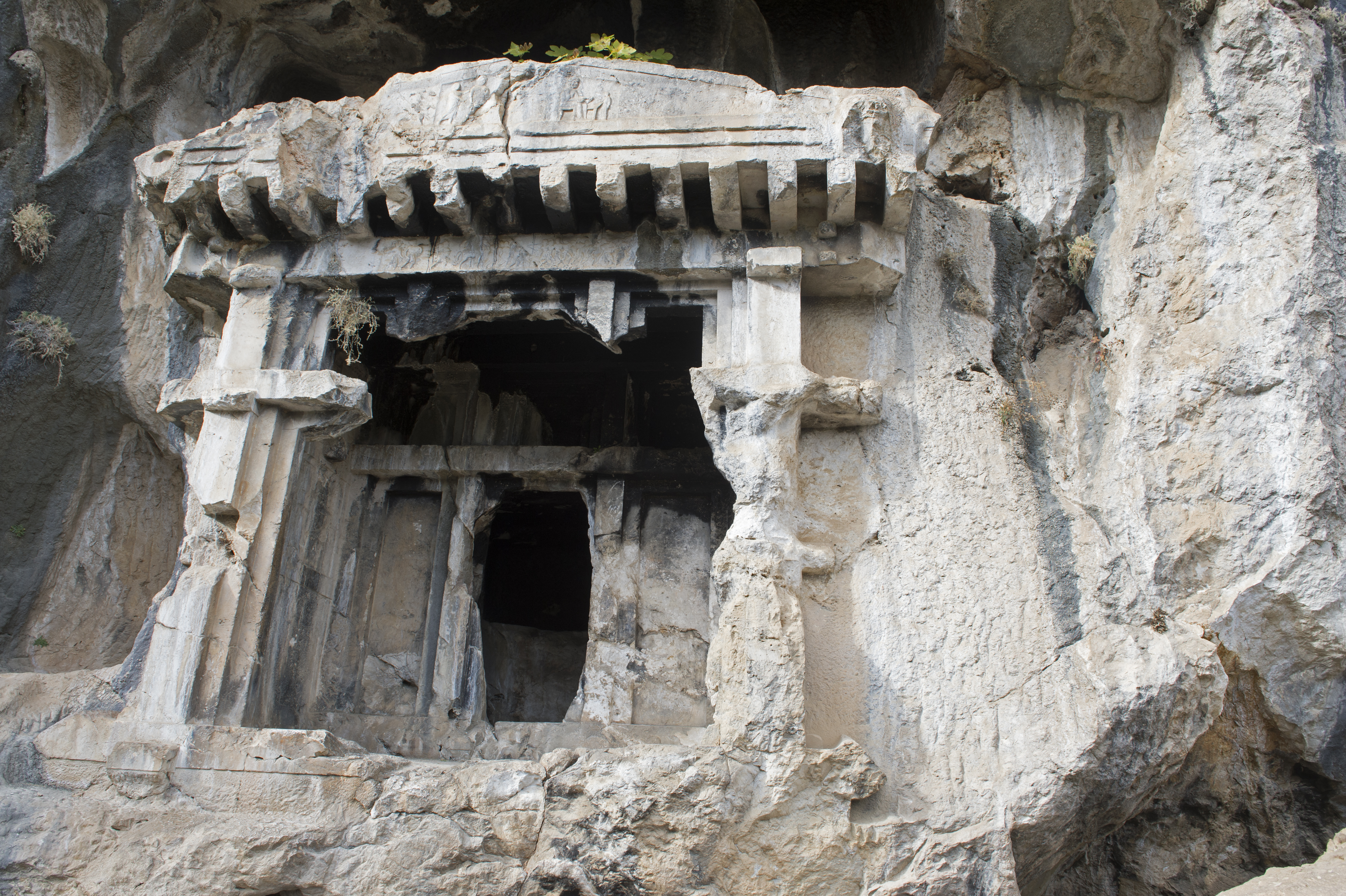
Tomba reial de Pinara

Durat el segle X es canvia el seu nom i es passa a denominar "Makre" o "Makri". Hi ha signes que durant els segles XII i XIII la ciutat és pròspera: s'amplien les muralles, un document de 1106 manifesta que Makre és un centre de producció de perfum i documents geogràfics del segle XIII la descriuen com un centre comercial. A finals del segle XII la zona de Fethiye és col·lonitzada pels otomans.
El Beilicat d'Anatòlia de Mendeixia governa la ciutat des del 1284 que rebia el nom de Beskaza. L'any 1424 esdeé part de l'Imperi Otomà i es coneix amb el nom de مكرى Meğri fins al 1934.

### Edad contemporània
Entre l'any 1867 i el 1922 Megri forma part del vilayet d'Aidin. Durant el segle XIX la ciutat creix i rep immigrants grecs. Després de l'Intercanvi de poblacions entre Grècia i Turquia, els grecs de Makri són reenviats a Grècia, on funden la ciutat de Nea Makri (Nova Makri). La ciutat és repoblada amb turcs de Grècia.
L'any 1934 la ciutat es passa a dir Fethiye en honor al capità Fethy Bey, un dels primers pilots dels esquadrons aeris de l'Imperi Otomà que va morir. Ho va fer en un accident aeri  el 27 de febrer de 1914 a prop d'Al-Samra quan intentaven completar el primer vol entre Istambul i el Caire.
El 3 d'agost de 1953 hi ha l'accident aeri del vol 152 d'Air France al Golf de Fethiye, a Kızılada, Fethiye, quan volava des de Roma a Beirut. 8 dels 34 passatgers van morir.
Fethiye ha patit molts terratrèmols. El més notable succeix entre el 24 i el 25 d'abril de 1957. Aquest provoca 67 morts i 3.200 edificis resulten danyats o destruïts (el 90% dels edificis de la ciutat). La ciutat ha estat reconstruida i té un port i marina moderns.
El 14 de gener de 1969 la zona de Fethiye pateix un terratrèmol de 6,2 de magnitud. No va causar morts, però hi va haver ferits i molts danys materials.
El 10 de juny de 2012 pateix un terratrèmol de 6,1 de magnitud. Tampoc hi ha víctimes mortals però provoca danys materials al molts edificis.

## Transports
La ciutat de Fethiye és servida per l'Aeroport de Dalaman.

## Ciutats agermanades
El mes d'abril de 2018 Fethiye s'agermana amb la ciutat ucraïnana de Bílhorod-Dnistrovski.

## Galeria d'imatges

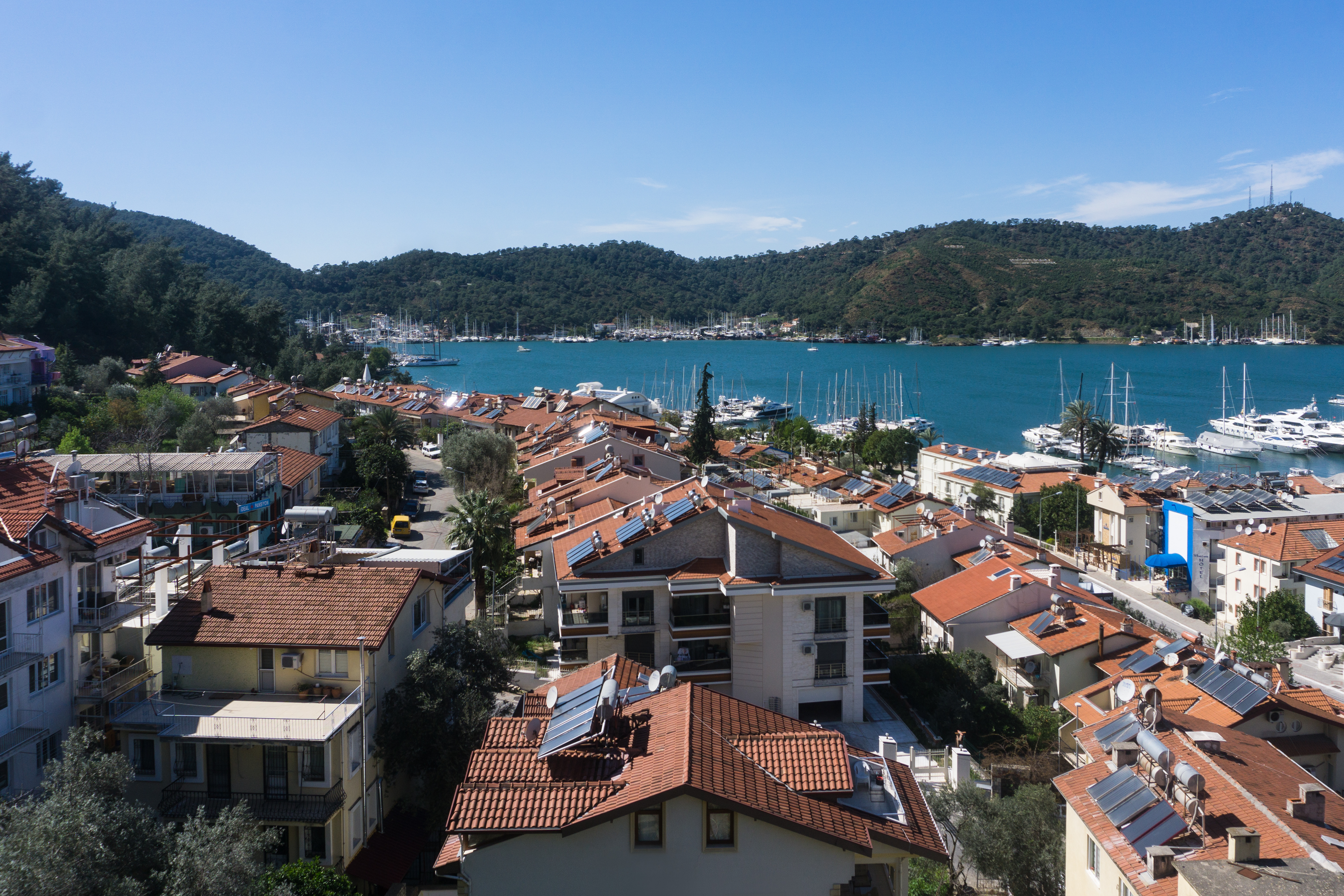
A view from central Fethiye
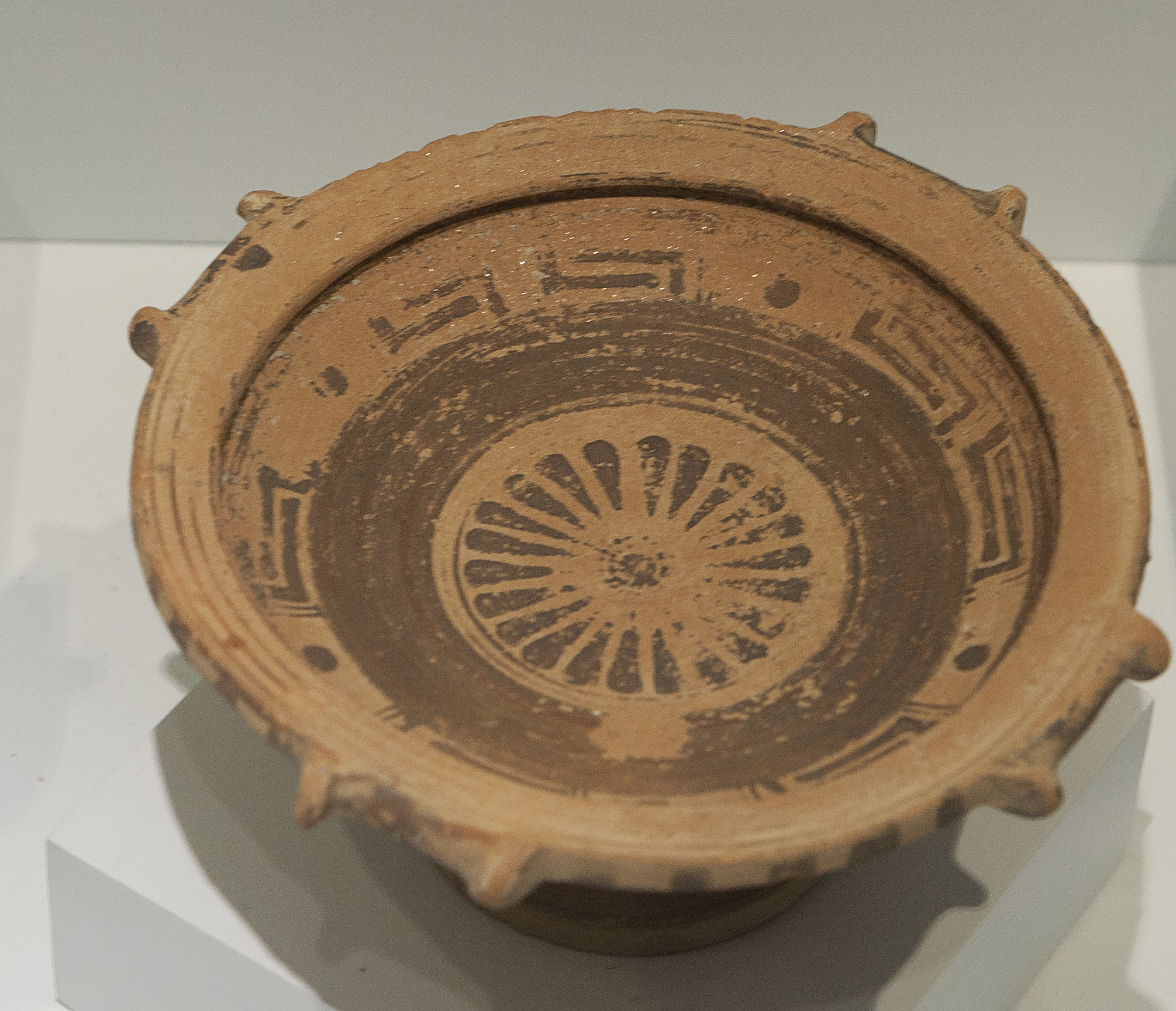
Fethiye Museum Ceramic
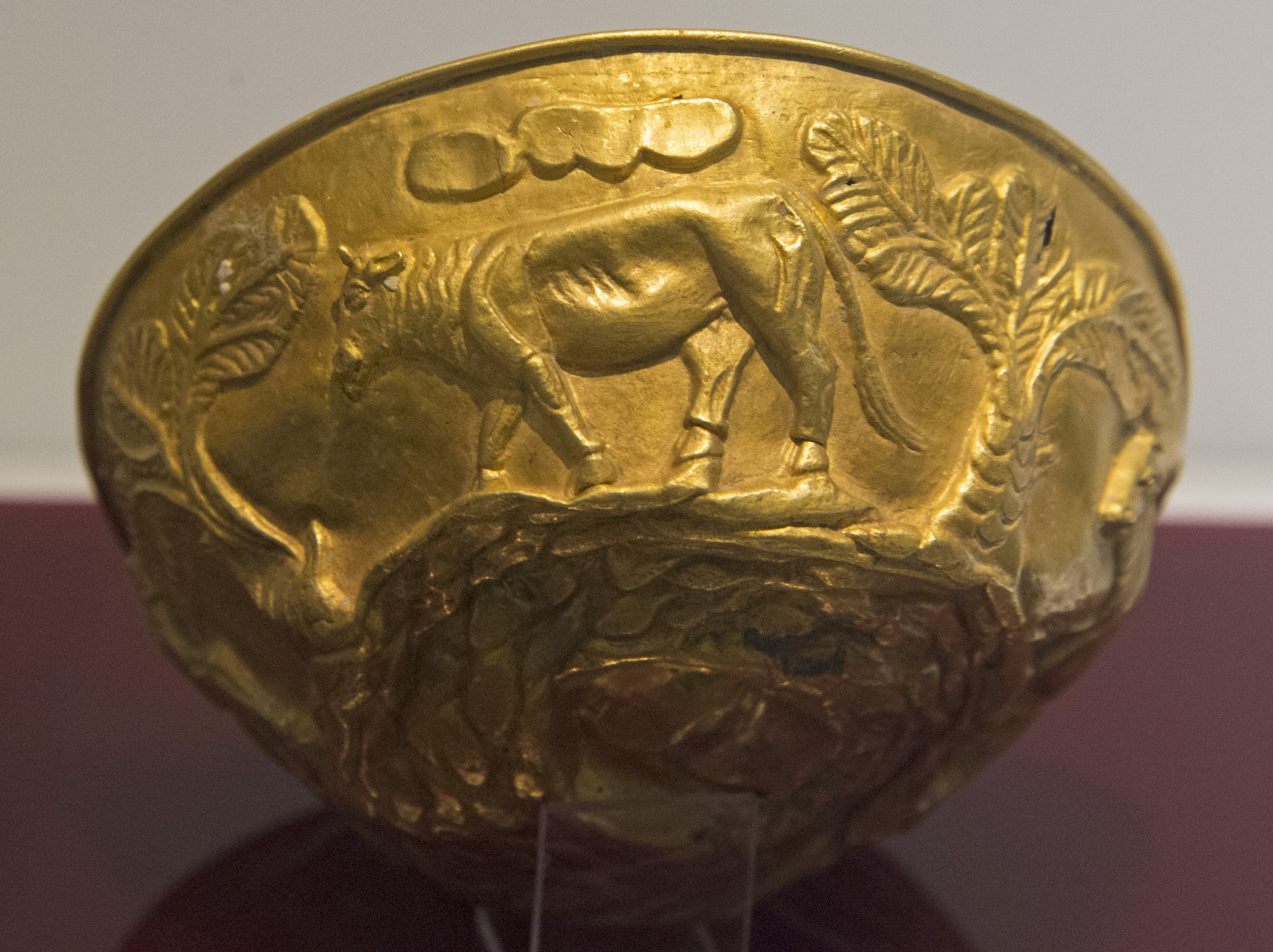
Gold ceremonial bowl
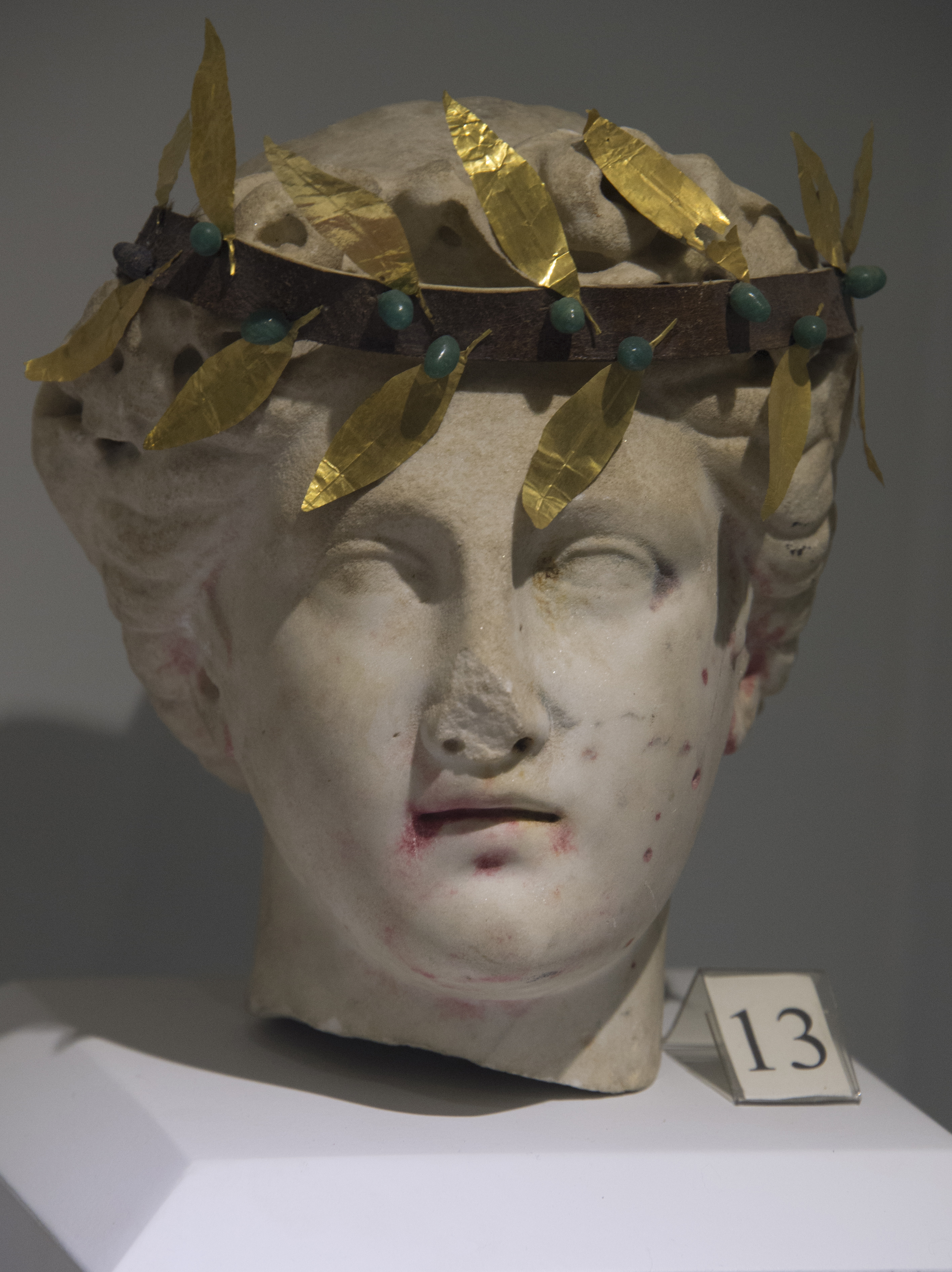
Gold laurel wreath
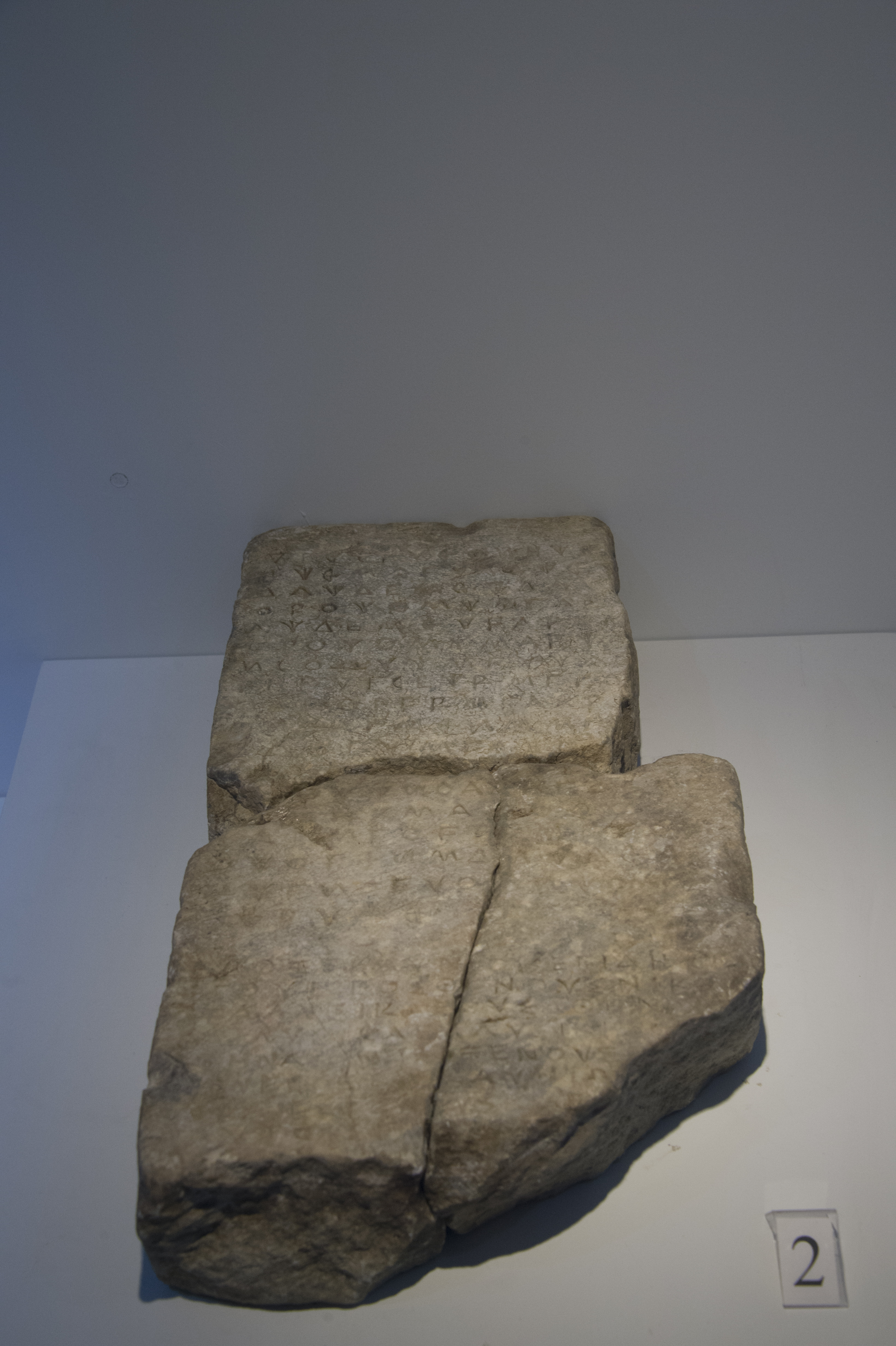
Bilingual inscription
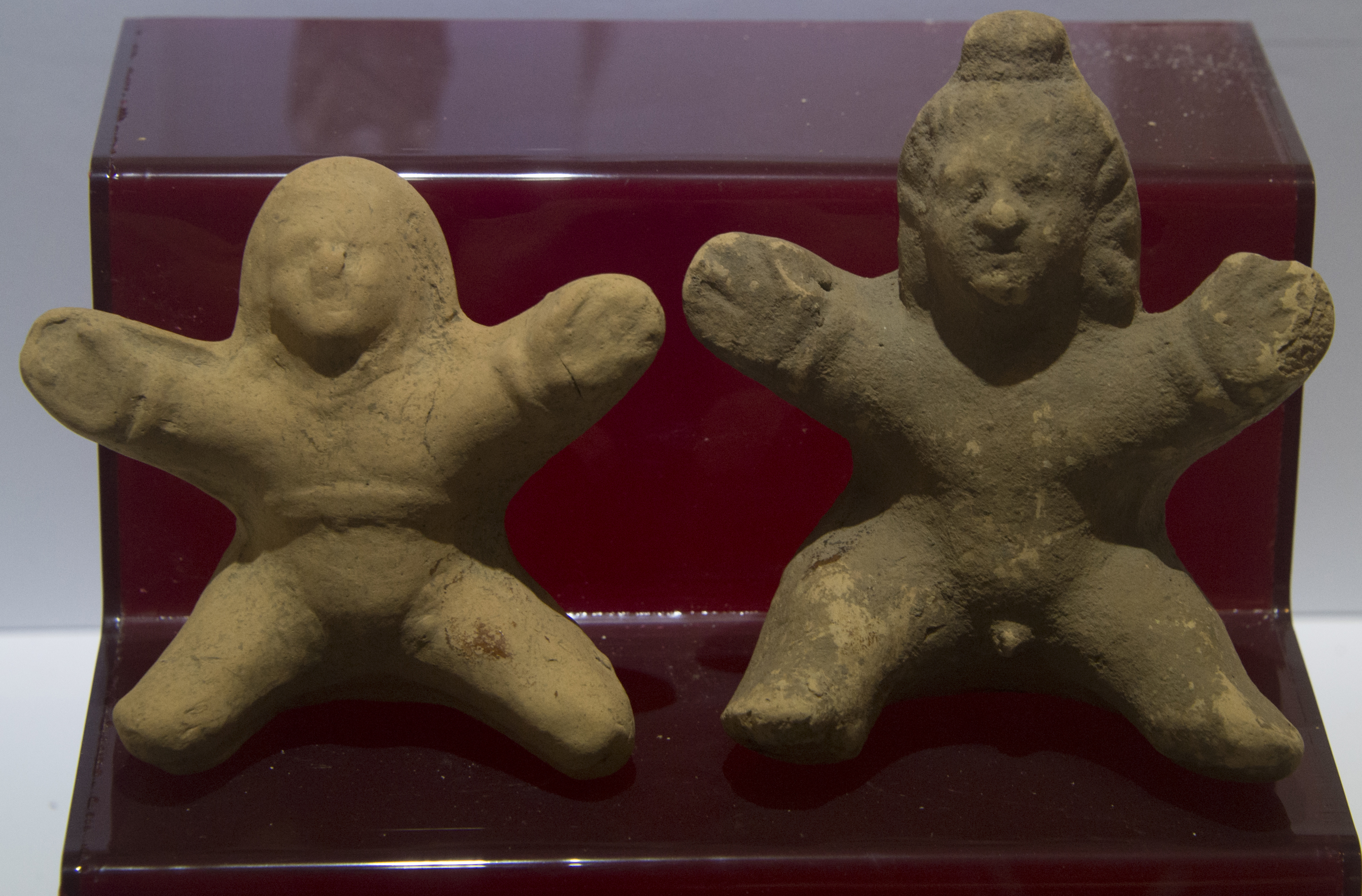
Nines
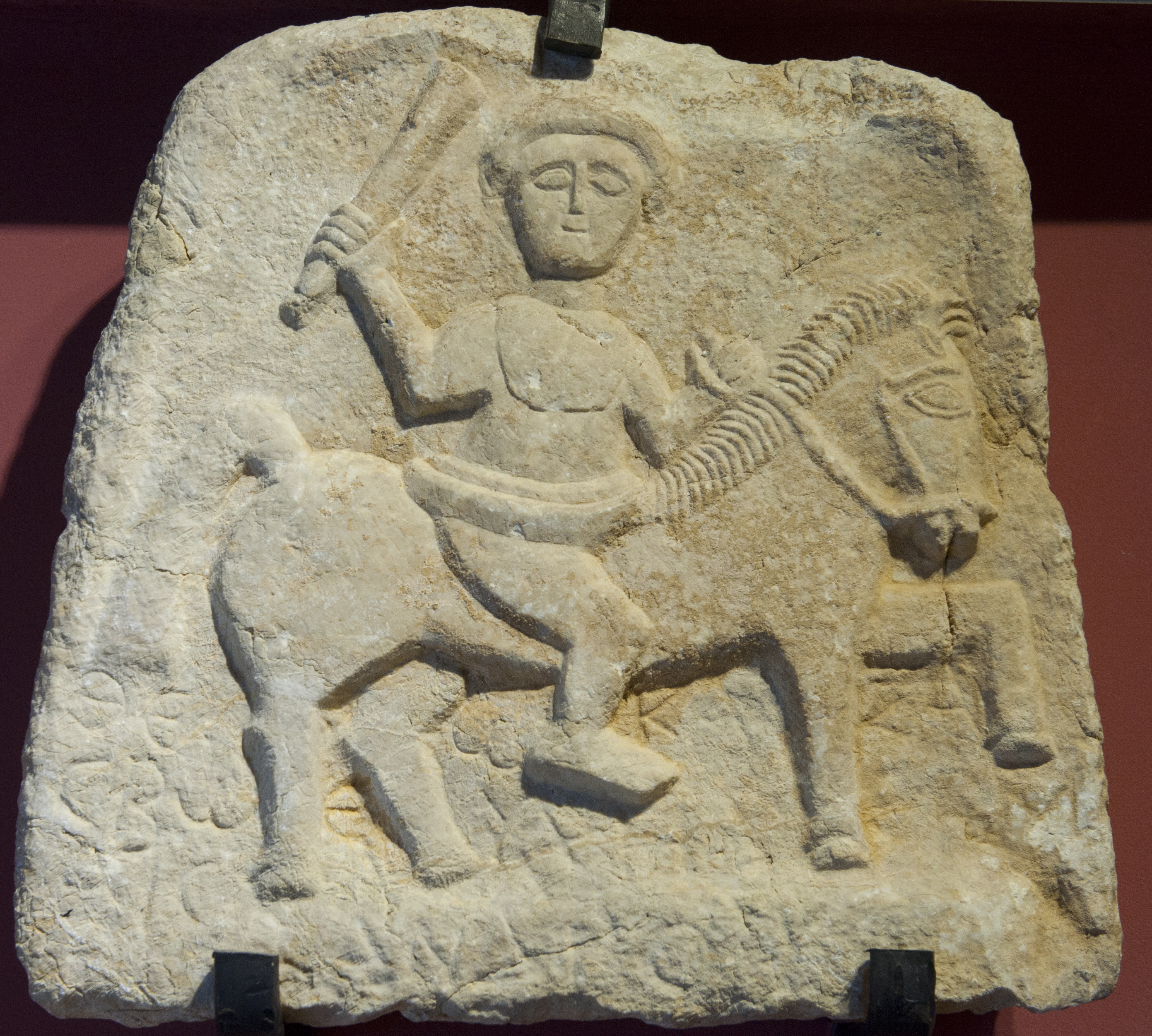
Kakasbos
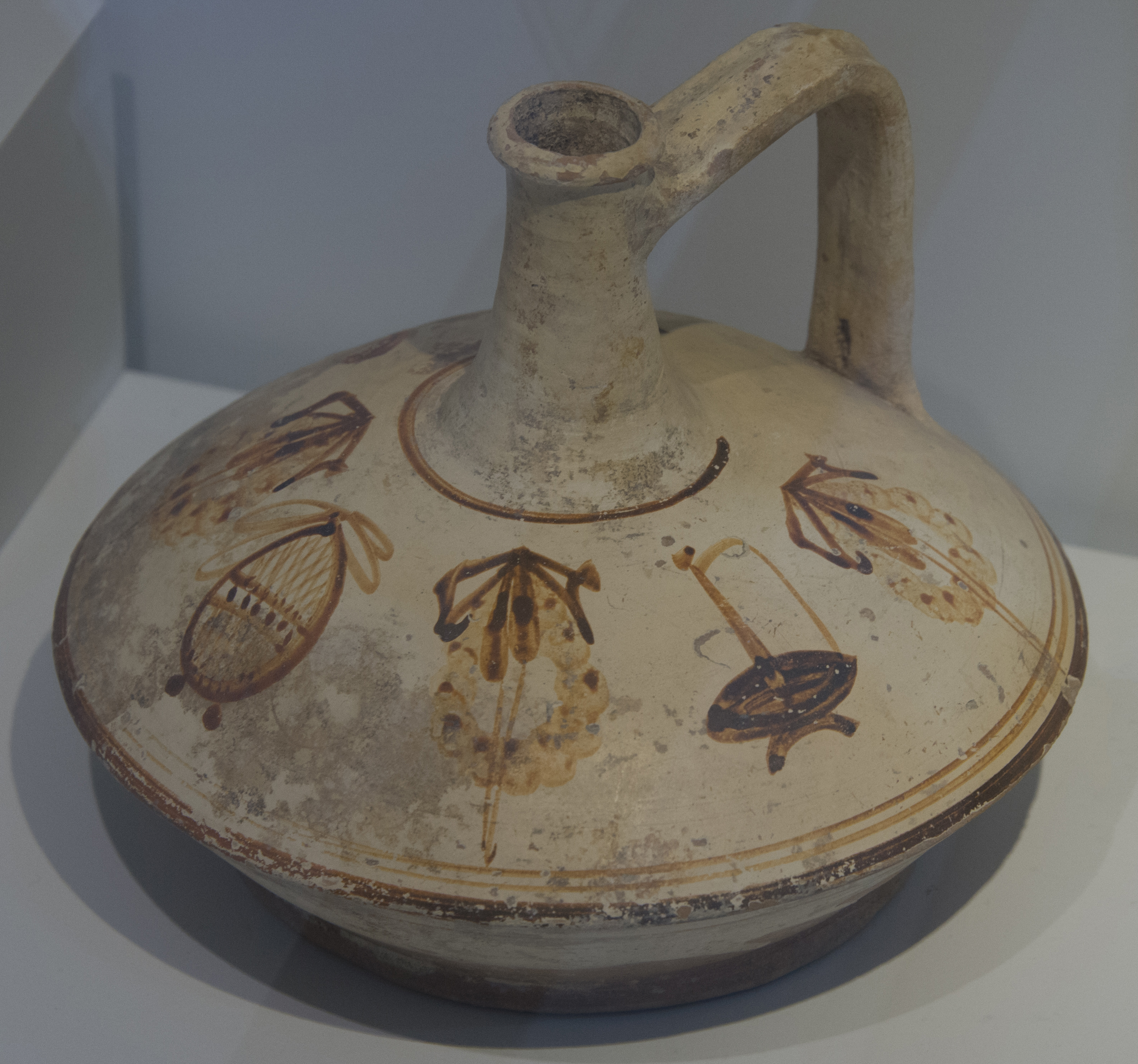
Lagynos
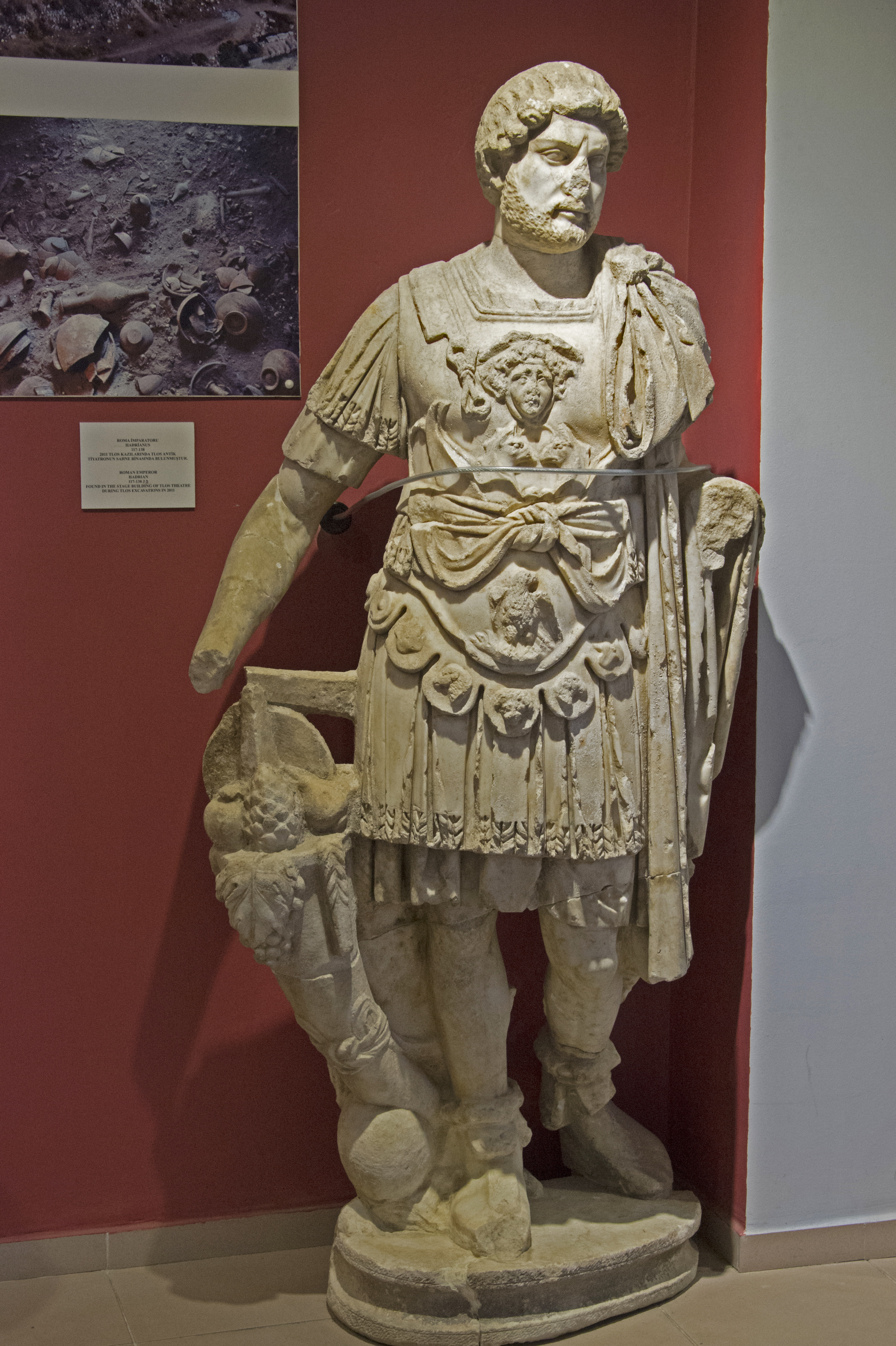
Estàtua d'Adrià
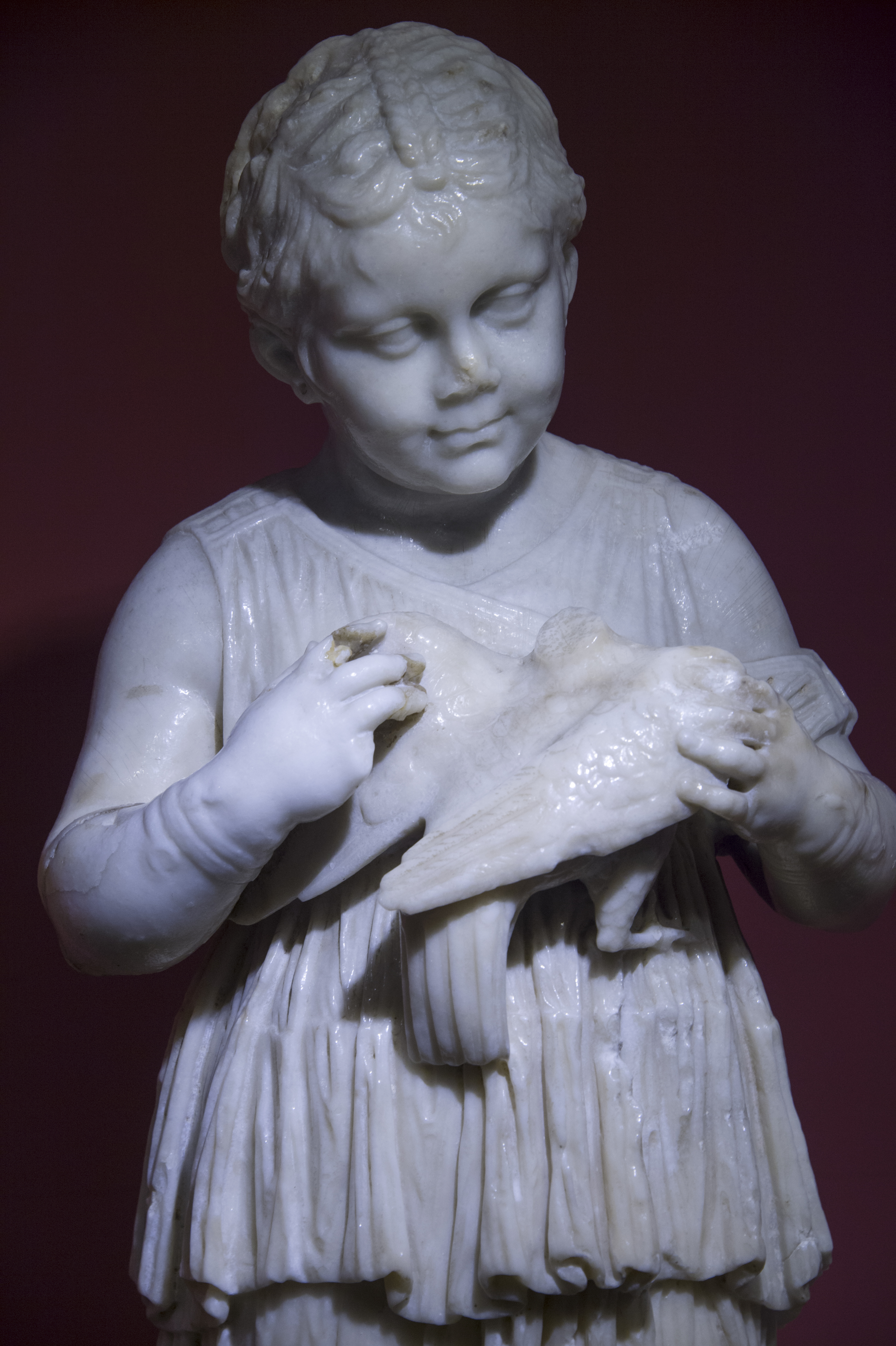
Estàtua de noia
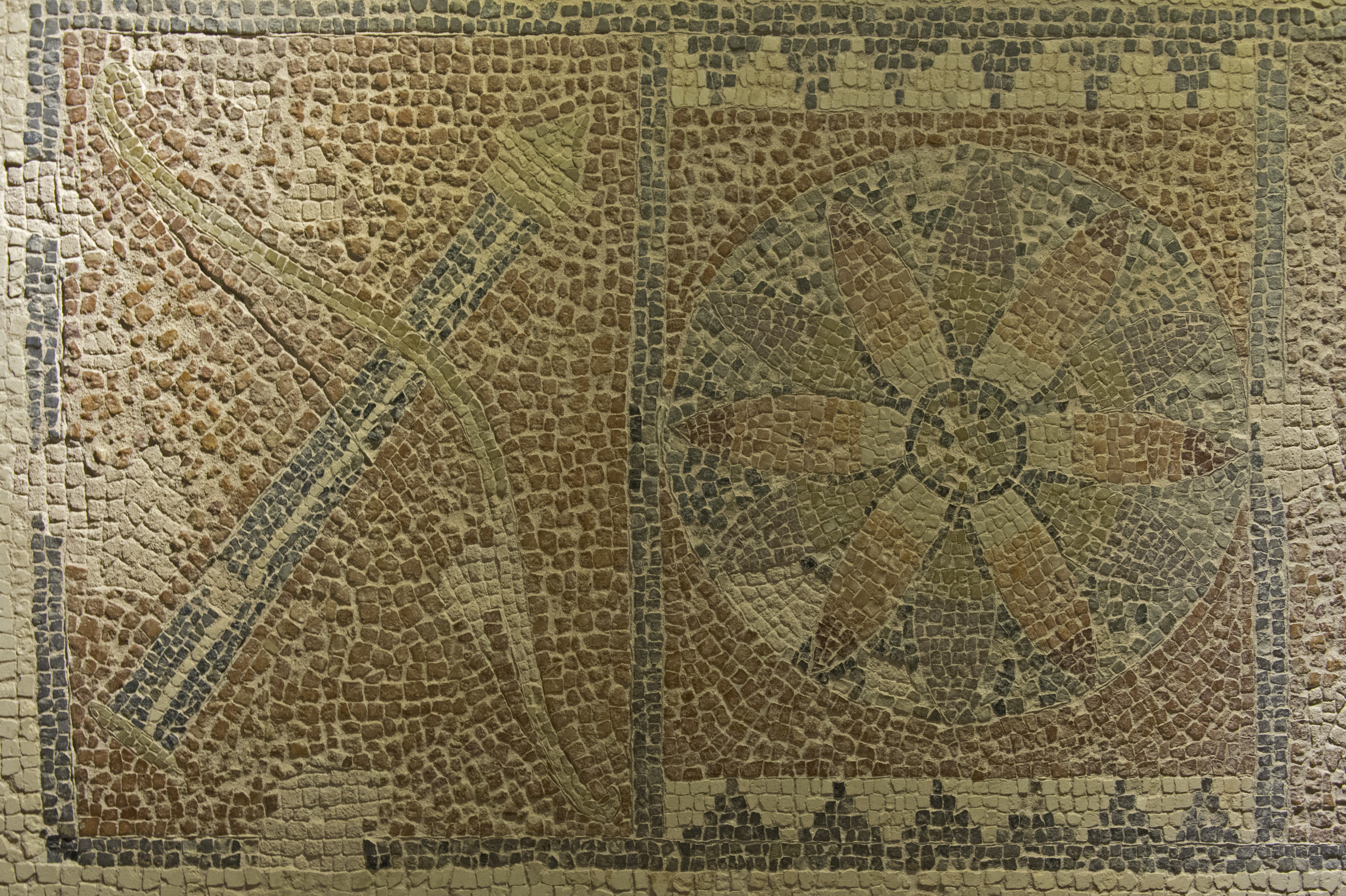
Terra decorat del temple de Letoon temple
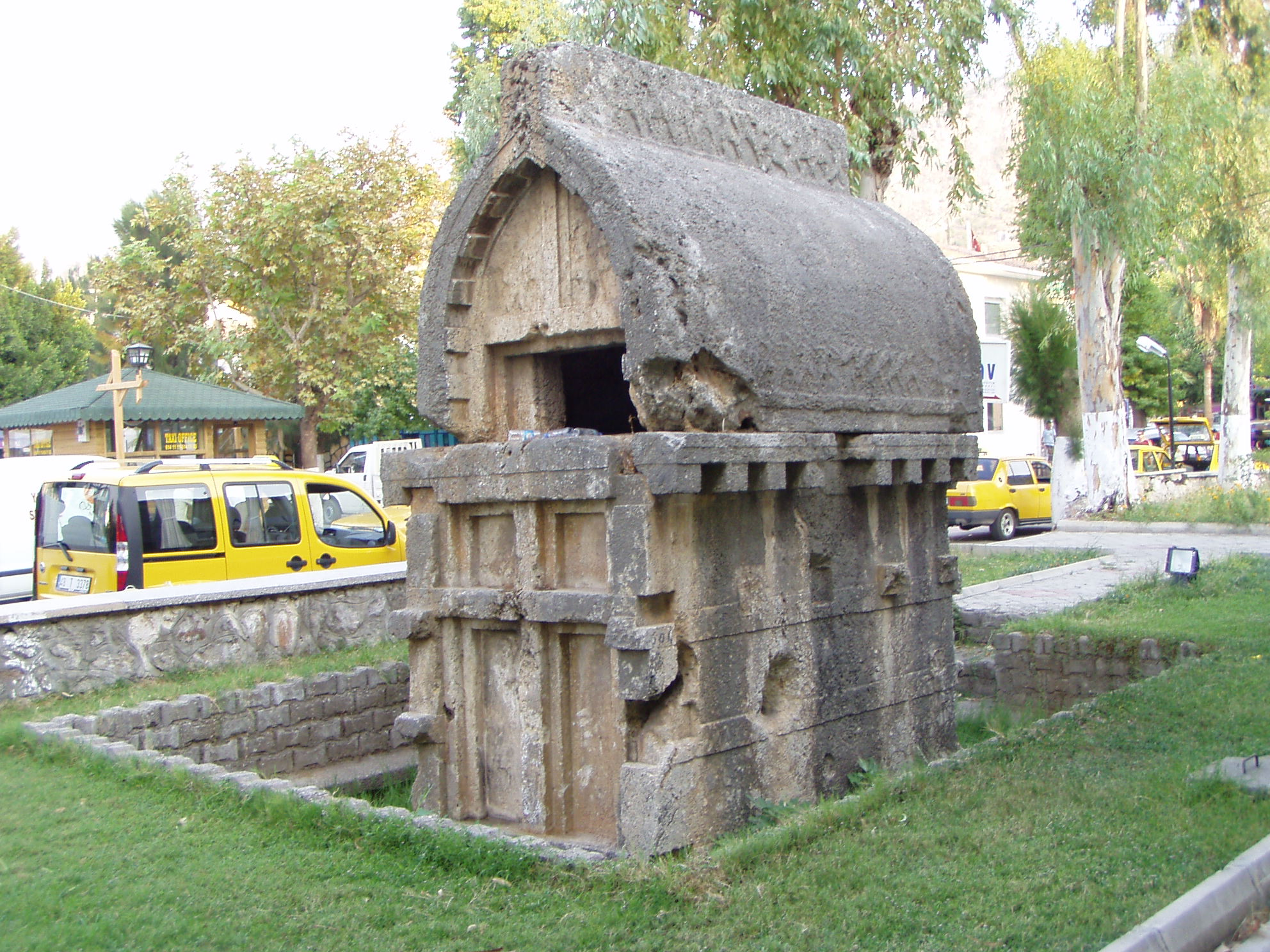
Tomba en roca Lycia aFethiye (segle IV aC)